# Georg Kaser (Glaziologe)
Georg Kaser (* 15. April 1953 in Meran) ist ein Südtiroler Glaziologe und gilt als einer der einflussreichsten Klimaforscher weltweit. Er arbeitete zweimal als Leitautor am Intergovernmental Panel on Climate Change (IPCC) mit, dem Weltklimarat der Vereinten Nationen, dem 2007 gemeinsam mit Al Gore der Friedensnobelpreis verliehen wurde.

## Leben
Georg Kaser wurde am 15. April 1953 in Meran im Südtirol geboren. Sein 1973 begonnenes Studium der Meteorologie und Geographie an der Leopold-Franzens-Universität Innsbruck schloss er 1984 mit einer Dissertation zum Thema „Verdunstung von Schnee und Eis“ ab. Die Habilitation zum Thema „Gletscher in den Tropen“ folgte 1996.
Parallel zu seinem Studium arbeitete Kaser von 1973 bis 1982 im Forschungsprojekt „Kombinierte Studien von Eis-, Wasser- und Wärmehaushalt vergletscherter Einzugsgebiete“ mit. 1984 erhielt er ein Stipendium der Schweizerischen Naturforschenden Gesellschaft, das es ihm ermöglichte, an der ETH Zürich zu arbeiten. Als Mitglied des Juneau-Eisfeld-Forschungsprojektes arbeitete er auch in Alaska. Von 1984 bis 1985 war er Vertragsassistent am Institut für Meteorologie und Geophysik der Universität Innsbruck, 1985 wechselte er an das Institut für Geographie, wo er zunächst als Universitätsassistent arbeitete. Von 1997 bis 2010 war er außerordentlicher Professor am Institut für Geographie, seitdem ist er Professor für Klima- und Kryosphärenforschung am Institut für Meteorologie und Geophysik und Vorsitzender des Zentrums für Klima und Kryosphäre an der Leopold-Franzens-Universität Innsbruck.
Sein Forschungsinteresse liegt in der Massen- und Energiebilanz von Gletschern, in Klimafluktuationen und Gletschern, in der Glaziologie, Klimatologie und Hydrologie tropischer Bergregionen und in globalen Massenänderungen von Gletschern und deren Treibern.
2017 wurde Kaser in die Österreichische Akademie der Wissenschaften gewählt. Mitte 2021 folgte er Gregor Weihs als Vizepräsident des Fonds zur Förderung der wissenschaftlichen Forschung (FWF) für den Bereich Naturwissenschaften und Technik nach.

## Schriften (Auswahl)
- zusammen mit Andrew Fountain und Peter Jansson: A manual for monitoring the mass balance of mountain glaciers. With particular attention to low latitude characteristics (= Technical documents in hydrology, Band 59). International Commission on Snow and Ice (ICSI), Paris 2002. (online; PDF; 3,1 MB)
- zusammen mit Martin Großhauser und Ben Marzeion: Contribution potential of glaciers to water availibility in differ-ent climate regimes. In: Proceedings of the National Academy of Sciences, Band 107 (2010), Seiten 20223–20227. ISSN 0027-8424
- zusammen mit Thomas Mölg und Nicolas Cullen: Is the decline of ice on Kilimanjaro unprece-dented in the Holocene? In: The Holocene, Band 20 (2010), Seiten 1079–1091. ISSN 0959-6836
- zusammen mit L. Ajai und Lennart Bengtsson: Fate of Mountain Glaciers in the Anthropocene. A Report by the Working Group Commissioned by the Pontifical Academy of Sciences, Vatican, May 2, 2011. Seiten 15ff.
- zusammen mit Thomas Mölg: A new approach to resolving climate-cryosphere relations: Downscaling climate dynamics to glacier-scale mass and energy balance without statistical scale linking. In: Journal of Geophysical Research/D = Athmosperes, Band 116 (2011), Seiten D-16101. ISSN 0148-0227

## Auszeichnungen
- „Lead Author“ im 4. IPCC Bericht, Arbeitsgruppe 1 „The physical science basis“ (2004–2007)
- „Lead Author“ im 5. IPCC Bericht, Arbeitsgruppe 1 „The physical science basis“ (2010–2013)
- Als Mitautor the 4. IPCC Assessment Report: Friedensnobelpreis 2007 (an IPCC und Al Gore)[5]
- Österreichisches Ehrenkreuz für Wissenschaft und Kunst 1. Klasse (2018)[6]
- Österreicher des Jahres 2022 in der Kategorie Klimainitiative[7]